# 조엔 프래더
조앤 프레이서(Joan Prather, 1950년 10월 17일 ~ )는 미국의 배우이다.

## 출연 작품
- LBJ: 초창기 (1987, LBJ: The Early Years)
- 추장의 딸 (1978년)
- 스마일 (1975년) - 로빈 깁슨/미스 앤틸롭 밸리 역
- 미녀 갱단 빅 배드 마마 (1974년)

### 텔레비전
- 아들과 딸들 (1977년)
- 꿈꾸는 낙원 (1978년)